# Jan Tatara
Jan Tatara (ur. 30 listopada 1897 w Wieliczce, zm. 24 października 1930 pod Drobinem) – podpułkownik dyplomowany kawalerii Wojska Polskiego, kawaler Orderu Virtuti Militari.

## Życiorys
Jan Tatara urodził się 30 listopada 1897 roku w Wieliczce. Jako uczeń gimnazjum związał się z ruchem strzeleckim. Z chwilą wybuchu I wojny światowej przerwał studia rolnicze i wstąpił do 2 pułku piechoty Legionów Polskich. Został ciężko ranny w czasie kampanii karpackiej. Po zakończeniu leczenia i rekonwalescencji został przydzielony do 5 szwadronu ułanów porucznika Józefa Dunin-Borkowskiego. Awansował na podoficera.
Od 1918 roku walczył w szeregach 9 pułku ułanów na froncie ukraińskim i wołyńskim. Jako dowódca 3 szwadronu wyróżnił się w walkach pod Kilikijowem i Żółtańcami. 3 maja 1922 roku został zweryfikowany w stopniu rotmistrza ze starszeństwem z dniem 1 czerwca 1919 roku i 98. lokatą w korpusie oficerów jazdy (od 1924 roku - kawalerii). Po zakończeniu działań wojennych pozostał w służbie czynnej, w macierzystym pułku. W 1923 roku pełnił obowiązki komendanta kadry szwadronu zapasowego 9 pułku ułanów w Stanisławowie, a w następnym roku dowódcy szwadronu zapasowego 9 pułku ułanów.
1 grudnia 1924 roku awansował na majora ze starszeństwem z dniem 15 sierpnia 1924 roku i 24. lokatą w korpusie oficerów kawalerii. 2 listopada 1927 roku został powołany do Wyższej Szkoły Wojennej w Warszawie, w charakterze słuchacza Kursu Normalnego 1927–1929. 23 sierpnia 1929 roku, po ukończeniu kursu i otrzymaniu dyplomu naukowego oficera dyplomowanego, został przeniesiony do Oddziału II Sztabu Głównego na stanowisko szefa Ekspozytury Nr 3 Oddziału II SG. Na podpułkownika został awansowany ze starszeństwem z dniem 1 stycznia 1930 roku i 5. lokatą w korpusie oficerów kawalerii. 29 stycznia 1930 roku został przeniesiony do Oddziału II Sztabu Głównego w Warszawie na stanowisko pełniącego obowiązki szefa wydziału.
Zmarł w piątek 24 października 1930 roku około godz. 7.30 pod Drobinem w następstwie obrażeń ciała doznanych w wypadku drogowym na szosie gdańskiej. Sprawcą wypadku był porucznik rezerwy i radca ministerialny Stanisław Zaćwilichowski, który kierując samochodem nie dostosował prędkości jazdy do warunków panujących na drodze (mgła). Porucznik Zaćwilichowski zmarł tego samego dnia o godz. 17.40 w Szpitalu Ujazdowskim w następstwie obrażeń ciała doznanych w wypadku drogowym. Trzeci uczestnik wypadku, szofer Zawistowski doznał jedynie ogólnych potłuczeń. Obaj oficerowie jechali do Grudziądza, gdzie mieli złożyć zeznania w charakterze świadków, w procesie o szpiegostwo przed Wojskowym Sądem Okręgowym Nr VIII. Proces został przeprowadzony bez ich udziału, a oskarżony o szpiegostwo Bronisław Fude został skazany na 11 lat ciężkiego więzienia, pozbawienie praw obywatelskich na okres 10 lat i grzywnę w wysokości 50 tys. zł. Pułkownik Tatara został pochowany we wtorek 28 października 1930 roku na Cmentarzu Obrońców Lwowa. W imieniu pracowników Ekspozytury Oddziału II Sztabu Głównego pożegnał go kapitan Jan Żychoń. Pułkownik Tatara osierocił żonę i córkę. W miejscu wypadku w maju 1932 odsłonięto pomnik ku pamięci ppłk. Tatary i por. Zaćwilichowskiego. Podczas uroczystości Jan Karczewski odczytywał list od byłego premiera Kazimierza Bartla.
Podpułkownik Tatara był autorem wydanego w 1929 roku, w Warszawie, Zarysu historji wojennej 9-go Pułku Ułanów.

## Ordery i odznaczenia
- Krzyż Srebrny Orderu Wojskowego Virtuti Militari nr 3358 – 1921[14]
- Krzyż Niepodległości (pośmiertnie, 6 czerwca 1931)[15]
- Krzyż Oficerski Orderu Odrodzenia Polski (pośmiertnie, 8 listopada 1930)[16]
- Krzyż Walecznych (dwukrotnie)
- Złoty Krzyż Zasługi (10 listopada 1928)[17]
- Odznaka za Rany i Kontuzje[18]